# Lago Tritriva
El lago Tritriva es un lago de cráter ubicado al suroeste de Madagascar, en la región de Vàkinankàratra, cerca de las localidades de Belazao y Antsirabe. El lago ocupa un cráter en una región notable por la presencia de aguas termales. Se asienta en el respiradero de un cono volcánico ovalado encerrado entre acantilados verticales de gneis. El borde del cono se encuentra a aproximadamente 2,000 metros sobre el nivel del mar, mientras la superficie del lago es de aproximadamente 50 metros por debajo del borde. Durante las épocas de lluvia el río lleva poca agua y en las épocas secas se desborda.

## Galería

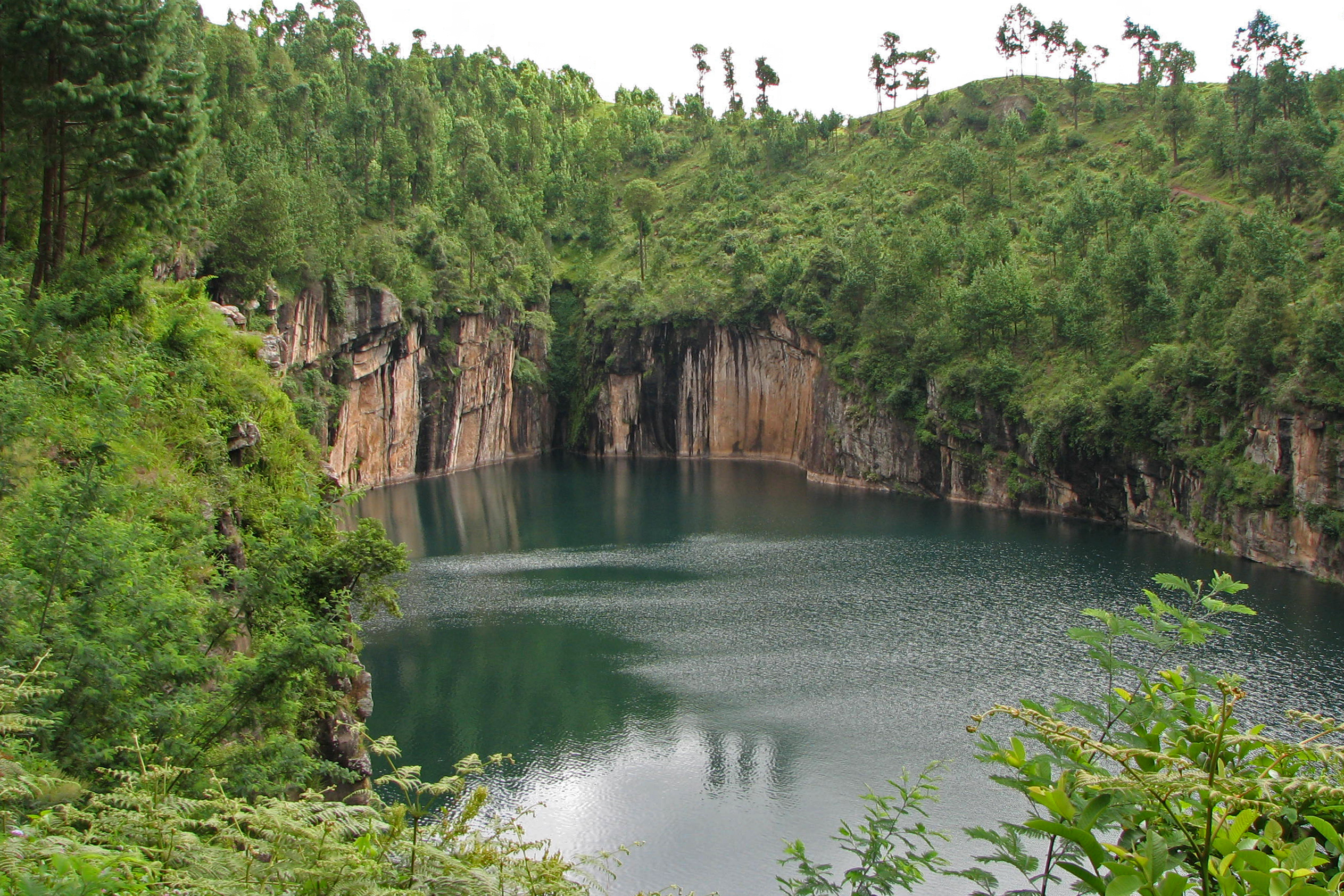
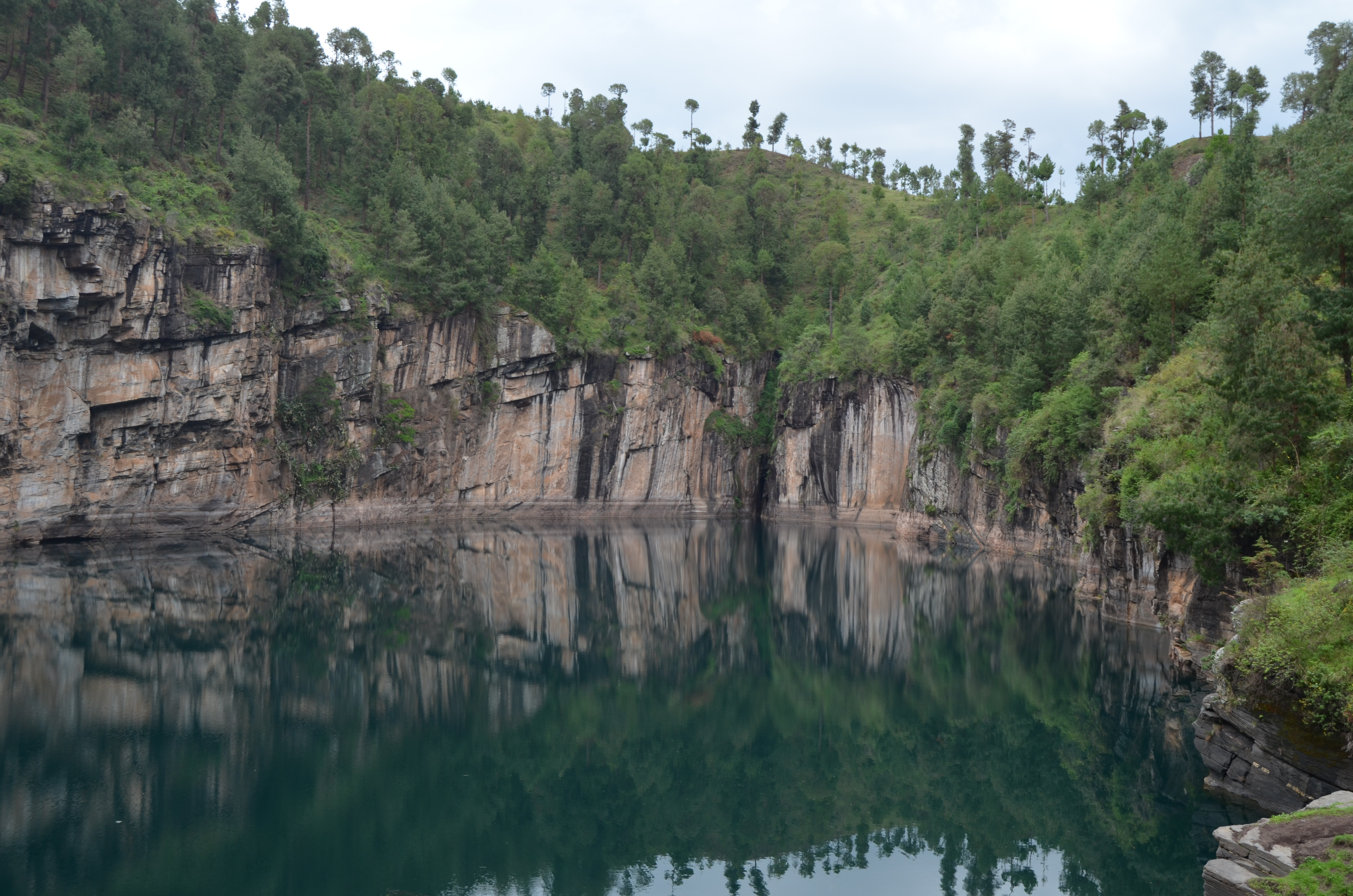
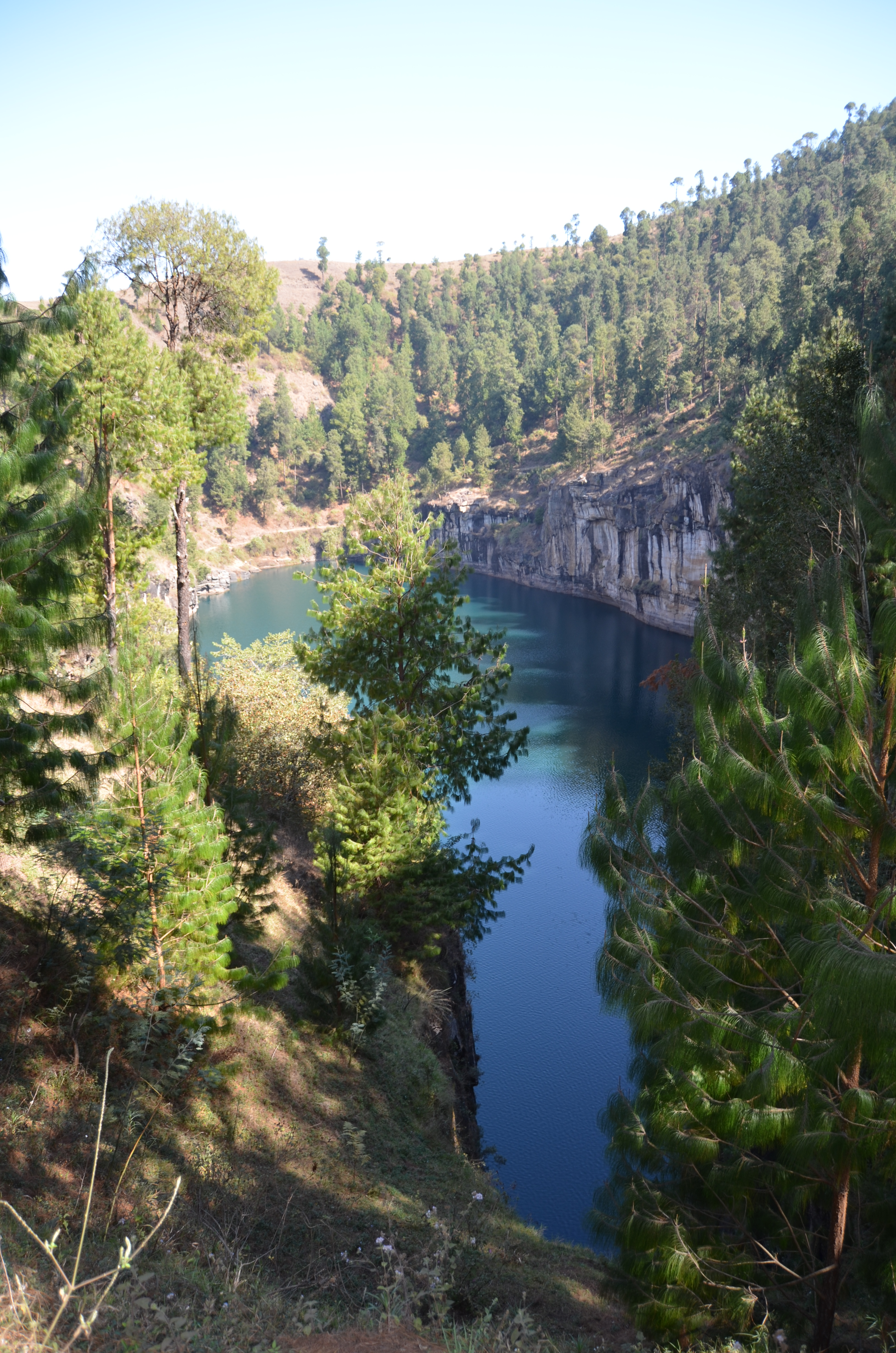
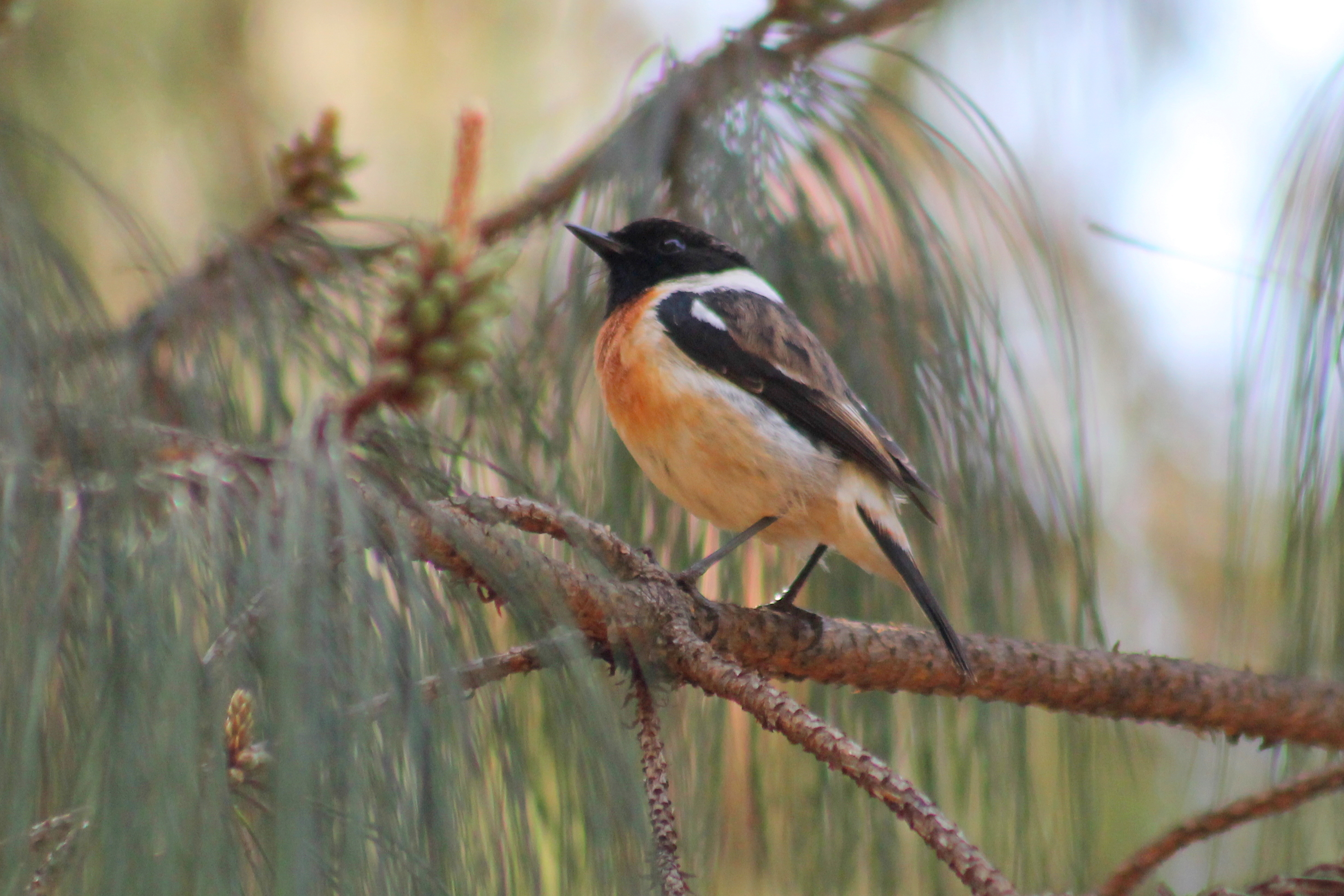
Tarabilla malgache
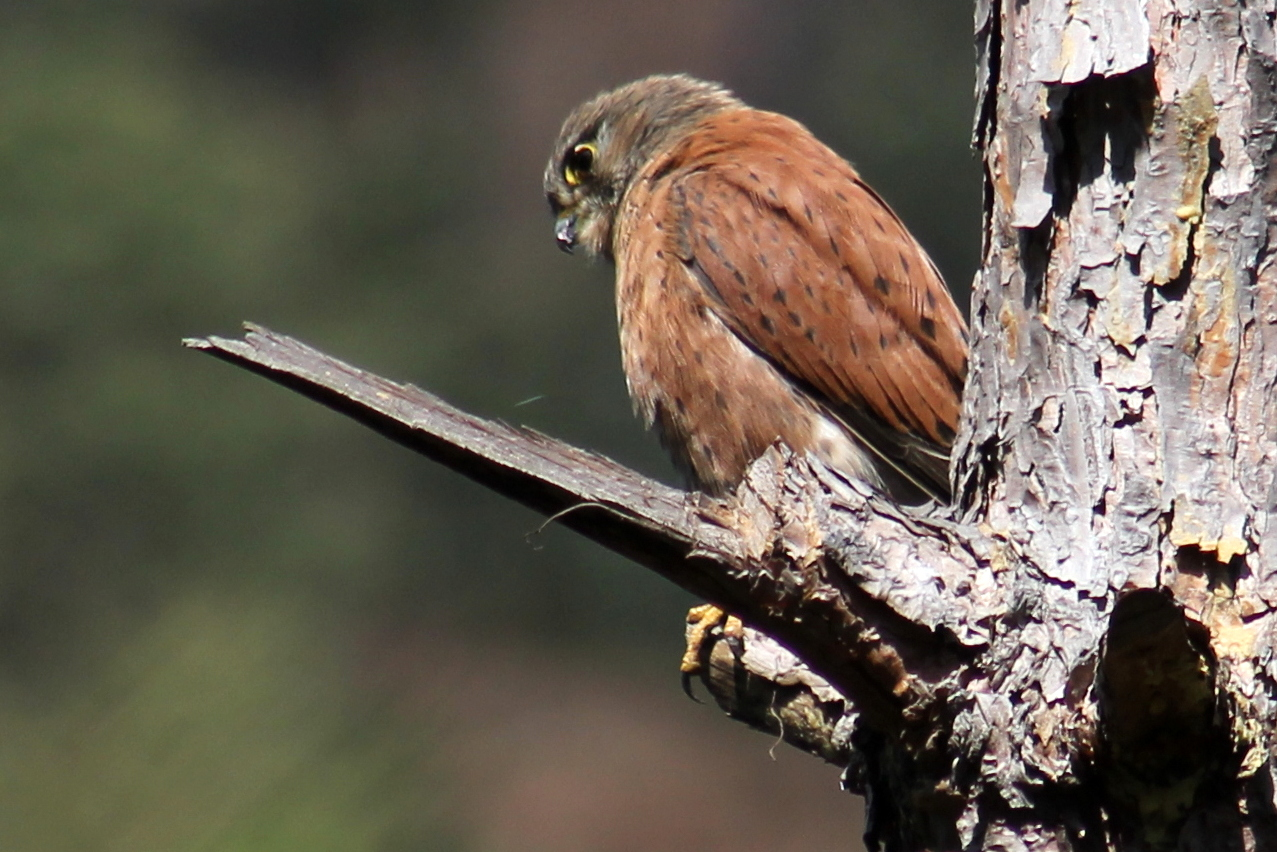
Cernícalo de Aldabra